# エステバン・イノストロザ
エステバン・イノストロザ（Esteban Inostroza、1994年1月1日 - ）は、スーペル・ラグビー・アメリカス、セルクナムに所属するラグビーユニオン選手。

## プロフィール
- チリ出身[1]。
- ポジションはプロップ(PR)。
- 身長 185cm、体重 125kg
- チリ代表キャップは1（2025年2月現在）でラグビーワールドカップ2023のチリ代表に選ばれた[2]。

## 略歴
2020年、セルクナムに加入。